# Amphisternus grandjeani
Amphisternus grandjeani es una especie de coleóptero de la familia Endomychidae.

## Distribución geográfica
Habita en la isla Banguey.